# ポピュリズム指数
ポピュリズム指数（ポピュリズムしすう、英語: Populism Index）とは、世界最大のヘッジファンドであるブリッジウォーター・アソシエーツの創業者であるレイ・ダリオが独自に開発した指数である。

## 概要
この指数は、例えば英国独立党やイタリアの五つ星運動などのような、先進国の大衆迎合型政党が選挙で得た得票率に基づき算出されるものである。2017年6月13日に日本経済新聞が報じたところによれば、「（2017年6月時点で考えて）最近指数は急上昇し、30％を超えている」という。同紙によるとこれは世界恐慌から第二次世界大戦に至る1930年代以来の高い水準であり、これについて、ダリオは、「ポピュリズムのうねりが、伝統的な金融・財政政策よりも強い影響を経済に与える」ほどであると警鐘を鳴らしているという。

## 脚註

### 註釈
1. ↑  正式な名称は先進国世界ポピュリズム指数（せんしんこくせかいポピュリズムしすう、英語: Developed World Populism Index[1]）である。